# 山代站
山代站（日语：／ Yamashiro eki */?）是位於石川縣加賀市山代溫泉，北陸鐵道山代線（加南線）的鐵路車站（廢站）。

## 概要
此站是山代溫泉的正面玄關口。相對於鄰站山代東口站，此站也會被稱為山代西口。在馬車鐵路時代，車站位於兩者中間。

## 歷史
- 1914年（大正3年）10月1日：溫泉電軌河南至山代東口之間開業，此站啟用[1]。
- 1941年（昭和16年）11月28日：發生火災使車庫被燒毀。
- 1943年（昭和18年）10月13日：在合併後成為北陸鐵道連絡線車站。
- 1950年（昭和25年）6月5日：新站舍落成啟用。
- 1957年（昭和32年）7月7日：車站櫃臺開始販賣國鐵急行票。
- 1963年（昭和38年）7月19日：連絡線改名為山代線。
- 1971年（昭和46年）7月11日：加南線全線廢除，此站也被廢除。

## 車站構造
此站是地面車站，設有1面2線的島式月台和車庫。截至1962年，月台上蓋設有一個大型站名牌，寫著「山代溫泉」。

## 現狀
車站遺址變為的士公司的事務所。車庫遺址變為超級市場。在車站遺址鄰近的巴士站名稱為山代溫泉西口。

## 相鄰車站
北陸鐵道
山代線
河南－山代－山代東口

## 注腳
1. ↑  「軽便鉄道運輸開始」《官報》1914年10月16日（國立國會圖書館數碼化資料）
2. ↑  （牧野和人著 Alpha Beta Books 2020年3月5日第1版）81頁

## 相關項目
- 日本鐵路車站列表 Ya